# جو (مغني)
جو (بالإنجليزية: Joe)‏ هو منتج أسطوانات ومغني ومغن مؤلف أمريكي، ولد في 5 يوليو 1973 في كولومبوس في الولايات المتحدة.

## وصلات خارجية
- الموقع الرسمي
- جو على موقع IMDb (الإنجليزية)
- جو على موقع ميوزك برينز (الإنجليزية)
- جو على موقع ميوزك برينز (الإنجليزية)
- جو على موقع أول ميوزيك (الإنجليزية)
- جو على موقع ديسكوغز (الإنجليزية)
- جو على موقع قاعدة بيانات الفيلم (الإنجليزية)